# Prêmio O Cara da Rodada
O prêmio O Cara da Rodada é uma condecoração concedida pelo Diário O Lance! ao futebolista mais votado no LANCE!Net após uma rodada do Campeonato Brasileiro de Futebol.

## A Escolha
Apesar de a premiação ocorrer por voto popular, os candidatos em cada rodada são os jogadores que entraram na seleção do LANCE!Net, apontada de acordo com as notas atribuídas pelos repórteres do jornal Lance!.
O vencedor de cada rodada recebe um troféu.

## Prêmios
| Edição | Ano                             |
| ------ | ------------------------------- |
| I      | Prêmio O Cara da Rodada de 2012 |
| II     | Prêmio O Cara da Rodada de 2013 |
| III    | Prêmio O Cara da Rodada de 2014 |
| IV     | Prêmio O Cara da Rodada de 2015 |